# Rezerwat przyrody Prípor
Rezerwat przyrody Prípor – obszar ochrony ścisłej w Krywańskiej części Małej Fatry w Karpatach Zachodnich na Słowacji. Obejmuje górną część Belianskiej doliny, od wysokości około 810 m aż po grań główną, na odcinku od przełęczy Priehyb przez Mały Krywań po Koniarky. W stokach jest kilka źródłowych cieków Belianskiego potoku.
Rejon rezerwatu zbudowany jest ze skał wapienno-dolomitowych z domieszką kwarcytów, łupków i margli, porośnięty naturalnymi zespołami leśnymi i kosodrzewiną, a w najwyższych partiach znajdują się dawne hale pasterskie. Stoki są bardzo strome, przecięte żlebami, którymi w zimie schodzą lawiny. Znajduje się tutaj największa w całej Małej Fatrze przepaść, a w wapienno-dolomitowym podłożu jest kilka niewielkich jaskiń.
Rezerwat ma powierzchnię 272,27 ha, utworzony został w 1980. Jego obrzeżami (grzbietem głównym i odchodzącymi od niego dwoma bocznymi grzbietami) prowadzą trzy znakowane szlaki turystyczne.